# Atletica leggera ai Giochi della XXVIII Olimpiade - 100 metri piani femminili

Video della Finale (telecronaca in spagnolo)

Video della Finale (telecronaca in francese)

La competizione dei 100 metri piani è stata una delle 23 gare previste nel programma di atletica leggera femminile ai Giochi della XXVIII Olimpiade svoltisi ad Atene nel 2004.

## Presenze ed assenze delle campionesse in carica
| Competizione         | Atleta                | Prestazione | Atene 2004    |
| -------------------- | --------------------- | ----------- | ------------- |
| Olimpiadi 2000       | Titolo revocato       |             |               |
| Commonwealth 2002    | Debbie Ferguson       | 10”91       | Presente      |
| Europei 2002         | Ekateríni Thánou      | 11”10       | Assente       |
| Coppa del mondo 2002 | Marion Jones          | 10”90       | Squalificata  |
| Asiatici 2002        | Susanthika Jayasinghe | 11”15       | Portabandiera |
| Panamericani 2003    | Lauryn Williams       | 11”12       | Presente      |
| Africani 2003        | Mary Onyali           | 11”26       | Solo 200 m    |
| Mondiali 2003        | Torri Edwards         | 10”93       | Squalificata  |
|                      |                       |             |               |
| Mondiali junior 2000 | Veronica Campbell     | 11”12       | Presente      |

## La gara
Al primo turno Julija Nescjarėnka batte il (suo) record nazionale con 10"94.
La bielorussa conquista la prima semifinale battendo di un centesimo Veronica Campbell (10"92 contro 10"93); delude Christine Arron, solo sesta. La francese è fuori dalla finale.
La seconda semifinale è vinta da Lauryn Williams (11"01) su Sherone Simpson (11"03). La quarantaquattrenne Merlene Ottey (che gareggia per la Slovenia) giunge quinta, mancando la finale di soli 3 centesimi. Si consola con il record di sette partecipazioni olimpiche.
Per la prima volta, tra le concorrenti che si allineano per la finale, non compare nessuna delle finaliste dei Mondiali dell'anno precedente.
Quando le atlete escono dai blocchi Lauryn Williams (corsia 4) è una spanna davanti a tutte. Conduce quasi tutta la gara in testa, ma negli ultimi metri viene superata da Julija Nescjarėnka (corsia 6) che va a vincere.
Julija Nescjarėnka è la prima donna ad aver corso tutti i quattro turni dei 100 piani olimpici sotto gli 11" netti (se si eccettua Florence Griffith) con tempi regolamentari (cioè senza vento a favore oltre i 2,0 m/s).

## Risultati

### Turni eliminatori
| 8 Batterie         | 20 agosto | 63 partenti   | Si qualificano le prime 3 + gli 8 migliori tempi. |
| 4 Quarti di finale | 20 agosto | 8 + 8 + 8 +8  | Si qualificano le prime 3 più i 4 migliori tempi. |
| 2 Semifinali       | 21 agosto | 8 + 8         | Si qualificano le prime 4.                        |
| Finale             | 21 agosto | 8 concorrenti |                                                   |

### Finale
Record mondiale e olimpico
| Record mondiale                         | 10"49 | Florence Griffith | 16 luglio 1988 Indianapolis (USA) | Ritirata |
| Record olimpico                         | 10"62 | Florence Griffith | 24 settembre 1988 a Seul (Corea)  | Ritirata |
| Miglior prestazione mondiale stagionale | 10"95 | Christine Arron   | 16 luglio a Sotteville (Fra)      | Presente |

1. ↑  Il 10"77 ottenuto dalla bulgara Ivet Lalova il 19 giugno a Plovdiv appare inattendibile.

Stadio olimpico, sabato 21 agosto, ore 22:55.
| Pos | Paese       | Atleta             | Tempo |
| --- | ----------- | ------------------ | ----- |
|     | Bielorussia | Julija Nescjarėnka | 10"93 |
|     | Stati Uniti | Lauryn Williams    | 10"96 |
|     | Giamaica    | Veronica Campbell  | 10"97 |
| 4   | Bulgaria    | Ivet Lalova        | 11"00 |
| 5   | Giamaica    | Aleen Bailey       | 11"05 |
| 6   | Giamaica    | Sherone Simpson    | 11"07 |
| 7   | Bahamas     | Debbie Ferguson    | 11"16 |
| 8   | Stati Uniti | LaTasha Colander   | 11"18 |